# سنت-لوسی-ده-لورانتید، کبک
سنت-لوسی-ده-لورانتید (به فرانسوی: Sainte-Lucie-des-Laurentides) شهری در منطقه شهری له لورانتید ناحیه لورانتید در استان کبک کانادا است. در سرشماری سال ۲۰۱۱ این شهر ۹۸۶ نفر جمعیت داشته‌است و مساحت آن ۱۱۵٫۱۵ کیلومتر مربع است.